# Campaña de las Pescadores (1895)
La campaña de las Pescadores (23-26 de marzo de 1895) fue la última operación militar de la Primera guerra sino-japonesa y un preliminar esencial para la conquista japonesa de Taiwán.

## Antecedentes
A medida que la Primera guerra sino-japonesa se acercaba a su fin, los japoneses tomaron medidas para garantizar que Formosa (Taiwán) y las Pescadores (Penghu) gobernados por la dinastía Qing fueran cedidos a Japón bajo el eventual tratado de paz. Aunque las hostilidades en el norte de China se detuvieron durante las negociaciones de paz que finalmente dieron lugar al Tratado de Shimonoseki (abril de 1895), Taiwán y las Pescadores fueron específicamente excluidos del alcance del armisticio, lo que permitió a los japoneses montar una operación militar contra ellos sin poner en peligro las negociaciones de paz. La clave para la captura de Taiwán fueron las Pescadores, que se encuentran a medio camino entre China continental y Taiwán. Su ocupación por parte de los japoneses evitaría que se enviaran más refuerzos chinos a través del Estrecho de Taiwán.
El 15 de marzo de 1895, una fuerza expedicionaria japonesa de 5.500 hombres zarpó hacia las Islas Pescadores. La fuerza expedicionaria desembarcó en la isla de Pa-chau (八罩嶼; Wangan de hoy en día), al sur del archipiélago principal de las Pescadores, en la mañana del 23 de marzo.

## Campaña
Aunque las Pescadores fueron guarnecidas por 15 batallones regulares chinos (5.000 hombres) y defendidos por la batería de defensa costera Hsi-tai recientemente completada (construida a fines de la década de 1880 en respuesta a la captura de Pescadores por los franceses durante la Guerra franco-china), Los japoneses encontraron muy poca resistencia durante la operación de desembarco ya que los defensores estaban desmoralizados. A los japoneses les tomó solo tres días asegurar las islas. Después de un bombardeo naval de las fortalezas chinas, las tropas japonesas desembarcaron en las islas Pescadores (漁翁島; la moderna Siyu) y la isla Penghu el 24 de marzo, combatieron varias acciones breves con la defensa de las tropas chinas y capturaron la batería Hsi-tai (conocida a los japoneses, por la pronunciación japonesa de sus caracteres chinos, como el fuerte Kon-peh-tai; probablemente 拱北砲臺) y Makung. En los siguientes dos días ocuparon las otras islas principales del grupo Pescadores.
El siguiente relato detallado de la campaña de Pescadores de 1895, basado en fuentes japonesas oficiales, fue incluido por James W. Davidson en su libro La isla de Formosa, pasado y presente, publicado en 1903. Davidson fue corresponsal de guerra con el ejército japonés durante el invasión de Taiwán, y gozó de acceso privilegiado a altos funcionarios japoneses.
El 20 de marzo, después de un viaje de cinco días desde la estación naval de Sasebo, la expedición, compuesta por la flota y los transportes, llegó a los Pescadores y fondeó cerca de la isla de Pachau al sur de las principales islas del grupo. El mal tiempo los días 21 y 22 impidió un ataque inmediato contra los fuertes; pero el 23, cuando la tormenta había cesado, los barcos se pusieron en marcha y, a las 9.30 de la mañana, cuando el primer escuadrón volador se acercó a Hau-chiau [候角?], la flota sometió al fuerte Kon-peh-tai a un fuerte bombardeo , a lo que los chinos respondieron durante casi una hora antes de ser silenciados.
Durante la tarde, comenzó el desembarco de las tropas. Con la ayuda de pinzas de vapor que remolcaban cada uno de los cortadores, las tropas, que constaban de la 1.ª, 2.ª, 3.ª y 4.ª Compañía del 1.º Regimiento de reservas bajo el mando del Coronel Hishijima, desembarcaron en menos de dos horas. El desembarco de las tropas volvió a poner en acción el fuerte Kon-peh-tai, pero sin infligir mucho daño a los japoneses. Las tropas en la costa participaron en una escaramuza con unos 300 soldados chinos, luego reforzados por 150 más, cerca de una loma dominante que ambas fuerzas deseaban ocupar. Después de algunas voleas de los japoneses, respondidas por un fuego irregular de los chinos, este último finalmente huyó, dejando la posición en manos de los japoneses. Las dependencias del personal se establecieron en la aldea de Chien-shan [尖山社].
A las 2.30 de la mañana del día 24, las tropas avanzaron con la intención de tomar el fuerte Kon-peh-tai y Makung (Bako) con una compañía temporal de artillería de montaña bajo el Capitán Arai y el contingente naval con armas de tiro rápido bajo el teniente naval Tajima en la camioneta. La noche era muy oscura y la única ruta disponible estaba tan frecuentemente cortada con zanjas en todas direcciones que el progreso era laboriosamente lento; solo se hicieron dos millas después de tres horas de doloroso recorrido. Alrededor de las 4 a.m., la fuerza japonesa había llegado al campo de concentración, y treinta minutos después, liderados por el 2.º Batallón del 1.º Regimiento de reservas, avanzaban hacia el fuerte. La 5.ª Compañía, bajo el mando del Capitán Kinoshita, formó la vanguardia, y un destacamento de esta compañía, bajo el mando del Teniente Ishii, fueron los primeros en enfrentarse a las fuerzas chinas, 200 de los cuales habían tomado una posición fuera del fuerte y parecía disputar el avance de los japoneses. El compromiso fue muy breve, los chinos volaron ante el pequeño número de japoneses determinados. Mientras tanto, la batería temporal de artillería de montaña había estado bombardeando el fuerte desde una posición demasiado distante para causar mucho daño a la fortaleza, pero de una manera lo suficientemente efectiva como para asustar a la guarnición, que se fue tan apresuradamente que, treinta minutos después del ataque. El primer arma había sido disparada, los japoneses estaban en posesión. Así fue el principal puerto capturado en los Pescadores.
Los contingentes navales también pudieron participar en el enfrentamiento, y con sus dos cañones de disparo rápido realizaron muchas ejecuciones. La 4.ª Compañía del 1.º Regimiento de reservas y el contingente naval capturaron la aldea, después de solo una pequeña escaramuza con el enemigo. El lugar había sido ocupado por una guarnición de 500 fuertes. Con la 2.ª Compañía del 1.º Regimiento de reservas liderando la camioneta, las fuerzas japonesas ahora se reunieron y avanzaron en la capital y ciudad principal de las islas, Makung. No se encontró oposición en el camino, con la excepción de algunos disparos ineficaces desde el fuerte de la isla Yui-wang [漁翁島砲臺]; y al llegar a la ciudad, la Primera Compañía irrumpió en el campamento de infantería china, seguida poco después por la Segunda Compañía, que atravesó la puerta con la intención de dividirse en tres secciones y atacar al enemigo desde diferentes lados. Pero, para su asombro, sus planes se encontraron innecesarios, la guarnición, con la excepción de unos treinta que hicieron una ligera demostración de resistencia, habiendo huido. Se dispararon algunos disparos contra algunos rezagados, y a las 11.50 a.m., la ocupación de la ciudad se había completado.
Otro compromiso el mismo día resultó en la captura del fuerte en la península de Yuan-ching [圓頂半島] por el comandante Tanji con una fuerza naval; alrededor de 500 enemigos se rinden sin hacer resistencia alguna. Dos días después (26 de marzo), las chaquetas azules ocuparon los fuertes de la isla Yui-wang y encontraron el lugar vacío, ya que la guarnición había huido. Poco después de la entrada de los japoneses, un nativo se presentó, aparentemente en una misión muy importante, que resultó ser la entrega de una carta que indicaba que el comandante y la guarnición chinos deseaban informar a los japoneses que habían entregado el fuerte. Así cayó la llave del sur de China.
Los prisioneros chinos, con la excepción de ocho oficiales, recibieron su libertad. El botín de la pequeña campaña fue considerable, incluyendo 18 cañones, 2.663 rifles, más de un millón de rondas de municiones, 797 barriles y 3.173 bolsas de pólvora, mil bolsas de arroz, etc., etc. El Almirante Tanaka ocupó el puesto. del primer gobernador del grupo, y de inmediato se erigieron una oficina gubernamental y oficinas militares de correos.

## Bajas
Las bajas de batalla japonesas fueron mínimas. Sin embargo, un brote de cólera poco después de la captura de las islas cobró la vida de más de 1.500 soldados japoneses en pocos días.